# Óvilo
Óvilo fue una localidad de la provincia de Segovia, perteneciente en la actualidad al municipio de Vallelado, tierra de Cuéllar, actual comunidad autónoma de Castilla y León, España.
Se encontraba emplazado junto a un vado del río Cega, en su margen derecha. En el lugar, hoy rodeado de pinares, pueden contemplarse aún los cimientos de su antigua iglesia.
En el año 1440 aparece dividido en dos núcleos habitados, separados entre sí. Uno de ellos es llamado Óvilo la Vieja, mientras que el otro se dice que en él se halla la iglesia. El nombre de Óvilo la Vieja quizás se refiera a un lugar muy cercano, donde aparecen abundantes restos de época visigoda.
En el año 1624 aún permanecía poblado, mientras que en 1639 ya figura como despoblado.